# Selenidium vivax
Selenidium vivax is een soort in de taxonomische indeling van de Myzozoa, een stam van microscopische parasitaire dieren. Het organisme komt uit het geslacht Selenidium en behoort tot de familie Selenidiidae. Selenidium vivax werd in 1986 ontdekt door Gunderson & Small.